# 13122 Драва
13122 Драва  (13122 Drava) — астероїд головного поясу, відкритий 7 лютого 1994 року.
Тіссеранів параметр щодо Юпітера — 3,558.